# Ніколет
Ніколет (фр. Nicolet) — місто в провінції Квебек (Канада), розташоване в графстві Ніколет-Ямаска, головним містом якого він є. Мешканці міста вимовляють кінцеве «т» у Ніколет, а люди за межами регіону — ні.